# Emanuel Amiran-Pugaczow
Emanuel Amiran-Pugaczow (hebr. עמנואל עמירן-פוגצ'וב) (ur. 8 sierpnia 1909 w Warszawie, zm. 18 grudnia 1993 w kibucu Jakum, Izrael) – izraelski kompozytor i pedagog.
Naukę muzyki rozpoczął w wieku dziesięciu lat u Józefa Engela, Dawida Shora i Engela Weinberga, następnie wyjechał na trzy lata kontynuować edukację w Berlinie. W 1924 wyjechał do Jerozolimy, gdzie uczęszczał na lekcje do Salomona Rosowsky’ego. Od 1934 przebywał w Londynie, gdzie rozpoczął studia kompozytorskie i pedagogiczne w Trinity College of Music pod kierunkiem Granville’a Bantocka i Alexa Rowleya. W 1936 powrócił do Izraela i ponownie zaangażował się w pracę pedagogiczną, wspólnie z Leo Kestenbergiem założył Muzyczne Seminarium Nauczycielskie w Tel Awiwie. W 1948 przeszedł wyszkolenie wojskowe, był oficerem do spraw muzyki. Razem z dowódcą oddziału artylerii Samuelem Edmondem i Jacobem Pleasantem założył orkiestrę wojskową, która była fundamentem dla zorganizowania orkiestry Sił Obrony Izraela, której przewodził Otto Gronich. W 1949 został Inspektorem do spraw Edukacji Muzycznej w izraelskim Ministerstwie Edukacji i Kultury. Pełnił funkcję doradcy w innych ministerstwach i organizacjach w sprawach dotyczących muzyki i wydarzeń muzycznych w Izraelu np. festiwale i konkursy muzyczne. Komponował muzykę symfoniczną na chór i orkiestrę, ponadto jego utwory były ilustracją muzyczną dla sztuk teatralnych i widowisk. Tworzył muzykę filmową i popularną, skomponował wiele popularnych piosenek, które do dziś są w Izraelu powszechnie znane.

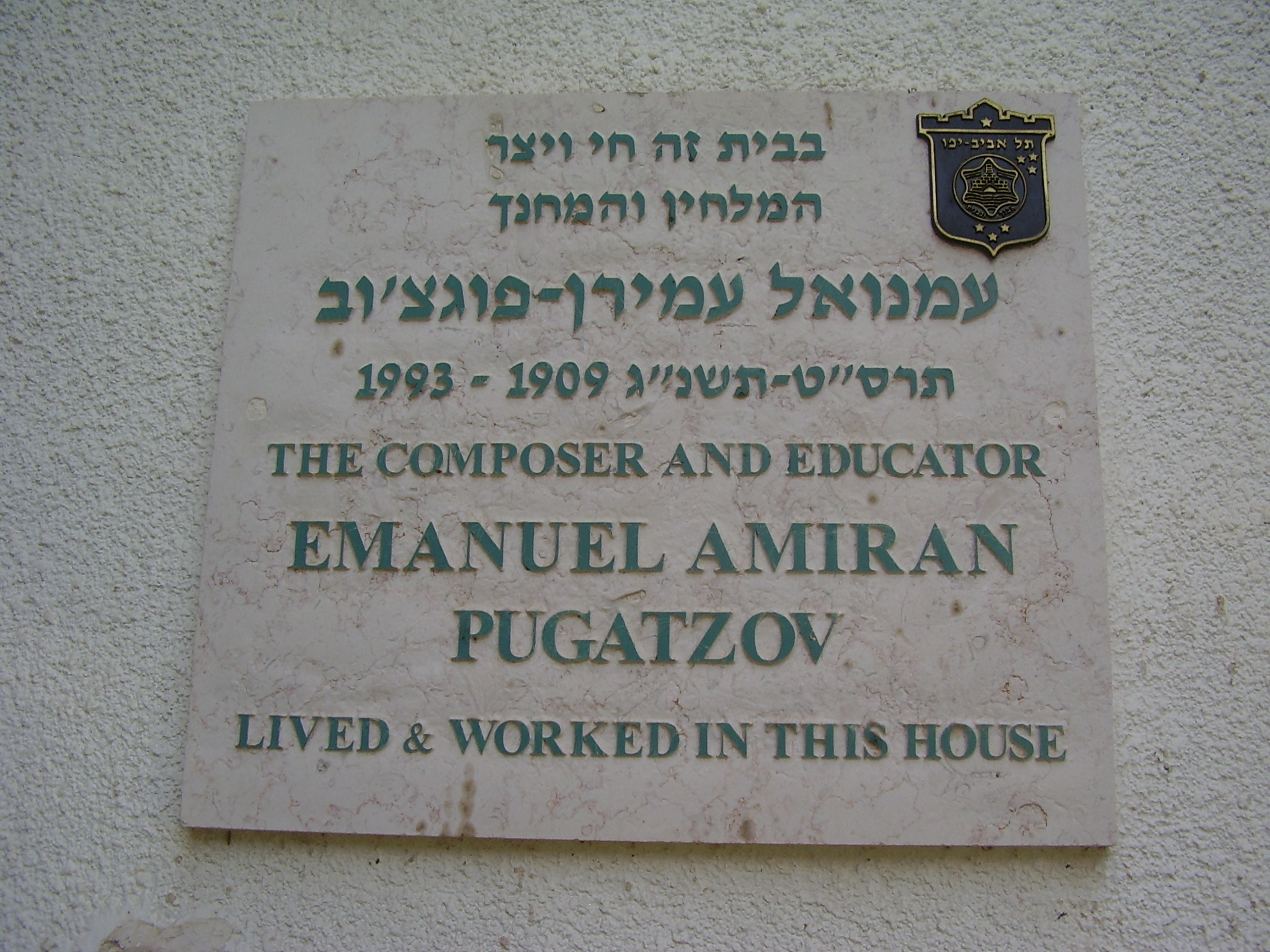
Tablica upamiętniająca Emanuela Amirana-Pugaczowa na domu, w którym mieszkał w Tel Awiwie